# Gornja Lisina
Gornja Lisina (cyr. Горња Лисина) – wieś w Serbii, w okręgu pczyńskim, w gminie Bosilegrad. W 2011 roku liczyła 328 mieszkańców.